# محمد أمين الواعظ
وهو العلامة الخطاط الفقيه القاضي محمد أمين الواعظ وكان يلقب باسم (أبو يوسف الثاني) لسعةِ علمهِ وكثرة مؤلفاتهِ.

## ولادته ونشأته
ولد في بغداد ونشأ فيها وتعلم القرآن وهو صغير وأخوه هو الشيخ مدرس الحضرة الكيلانية وواعظها عبد الفتاح الواعظ صاحب التصانيف والمؤلفات الرائعة في الفقه والوعظ، والذي توفي في طاعون بغداد في عام 1246هـ/1830م.

## مع الخط العربي
وتخرج في فن الخط على الخطاط سفيان الوهبي وكان يجيد الخط بضروبه على قاعدة ياقوت المستعصمي،
وكان يخط الصكوك والإعلامات الشرعية، وكان ينسخ الكتب بقلم النسخ الرفيع وهو في خطهِ بلغ الروعة في الترتيب والتنسيق.
ولقد صار محمد أستاذاً في الخط وتخرج على يديهِ الكثير من الخطاطين البغداديين، ولعائلتهِ مجلس علمي معروف في بغداد في محلة باب الشيخ.

## من آثاره الخطية
ومن آثاره الخطية مجموعته الكبرى وهي مدونة في كتاب الروض الأزهر، وكتاب (جمع الجوامع) مع حواشيه وتسع مجلدات لكتاب تفسير القرآن الكريم المسمى (روح المعاني)، وهو من تأليف العلامة محمود الألوسي.
ولهُ "رد على الطائفة المولوية القائلين بإباحة الغناء والضرب والناي والعود، والرقص مع المرد المسبلين للشعور على الخدود، وكان سلفي العقيدة لا يميل إلى التأويل، له إنكار تام على من خالف الشرع الشريف، محاربًا لأهل الأهواء والبدع" انظر: المسك الأذفر، محمود شكري الألوسي (1/ 236).

## في سلك القضاء
اشتغل محمد أمين الواعظ قاضياً في قضاء بغداد، وكان نزيهاً عادلاً، وله حسن التصرف في مسائل القضاء.

## وفاته
توفي الشيخ محمد أمين في بغداد عام 1273هـ/1856م، ودفن في تكية البكري.